# Ранжурово
Ранжурово (рос. Ранжурово) — улус Кабанського району, Бурятії Росії. Входить до складу Сільського поселення Ранжуровське.
Населення — 464 особи (2015 рік).
Засноване 1950 року.